# Nevile Henderson
Sir Nevile Meyrick Henderson, KCMG (Sedgwick, 10 giugno 1882 – Londra, 30 dicembre 1942), è stato un diplomatico e ambasciatore britannico.

## Biografia
Terzo figlio di Robert ed Emma Henderson, nacque vicino Horsham; nel 1905, dopo aver frequentato l'Eton College, intraprese la carriera diplomatica. Dal 1929 al 1935 servì come Inviato straordinario e Ministro plenipotenziario nel Regno di Jugoslavia, entrando nelle grazie del re Alessandro I e del principe Paolo Karađorđević. In ottimi rapporti con il "Cliveden set" degli Astors, che sostenevano la pacificazione con la Germania nazista e di cui faceva parte il principe Paolo, scrisse nelle sue memorie come Alessandro I fosse desideroso di mostrargli i suoi piani militari per contrastare l'attacco ventilato da Mussolini in Dalmazia quando una parte considerevole dell'esercito italiano venne spostato ai confini con il suo Regno.
Membro del Partito Conservatore, il 28 maggio 1937 raggiunse il culmine della sua carriera, venendo nominato Ambasciatore della Gran Bretagna presso il Terzo Reich. In questa veste, egli credette che Adolf Hitler potesse essere controllato e spinto verso la pace e la cooperazione con gli Stati occidentali: nel febbraio del 1939, infatti, telegrafò così al Foreign Office a Londra:
(Sir Nevile Henderson)

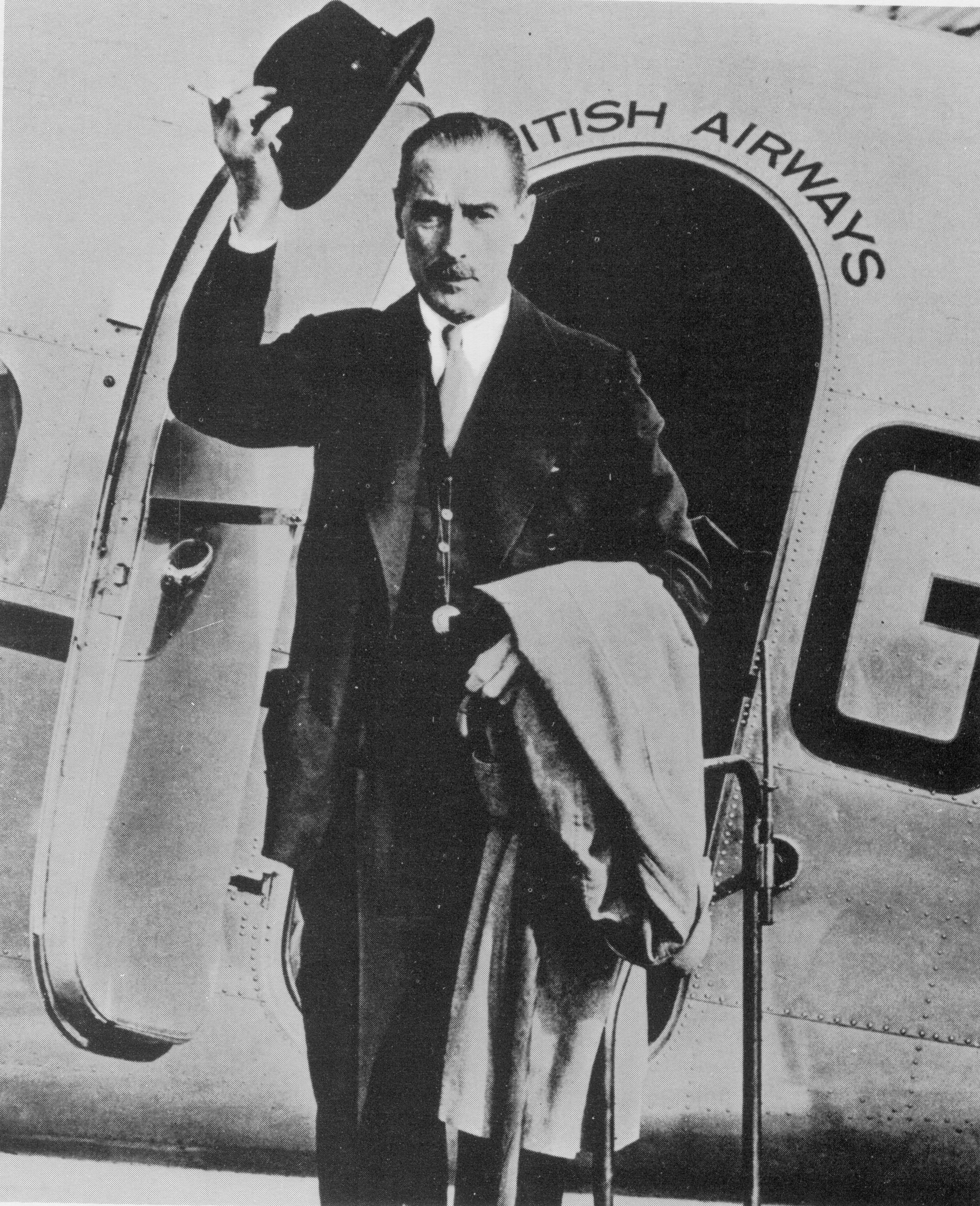
Henderson in partenza dall'aeroporto di Croydon (agosto 1939).

Sostenitore dell'appeasement, durante la conferenza di Monaco del 1938 consigliò al premier inglese Neville Chamberlain la "linea morbida" nei confronti dei nazisti. Poco dopo l'accordo tornò a Londra per delle cure mediche che però non diedero i risultati: era ancora con pessime condizioni di salute quando, nel febbraio del 1939, riprese possesso del suo ufficio a Berlino; probabilmente soffriva già di cancro, malattia che lo avrebbe portato alla morte sul finire del 1942.
La notte del 30 agosto 1939 Henderson ebbe un incontro molto teso con il ministro degli Esteri tedesco Joachim von Ribbentrop: quest'ultimo presentò a mezzanotte la sua "offerta finale" e avvertì Henderson che se non avesse ricevuto alcuna risposta entro l'alba, avrebbe considerato come respinto il suo ultimatum. "Quando Ribbentrop si rifiutò di dare una copia delle richieste tedesche all'ambasciatore britannico nella mezzanotte tra il 30 ed il 31 agosto 1939, i due vennero quasi alle mani. L'Ambasciatore Henderson, che aveva a lungo sostenuto le concessioni alla Germania, riconobbe che in questa occasione il governo tedesco aveva deciso di iniziare la guerra e si stava preparando un alibi. Non meraviglia il fatto che Henderson fosse arrabbiato; von Ribbentrop invece vedeva la guerra davanti e tornò a casa raggiante".
Mentre raccomandava la sistemazione delle richieste teutoniche sulla Polonia - così come aveva fatto per l'Austria e la Cecoslovacchia - a causa del suo ruolo il 3 settembre 1939 dovette consegnare l'ultimatum finale della Gran Bretagna alla Germania, che sanciva lo stato di guerra tra le due potenze se le ostilità tra Berlino e Varsavia non fossero cessate prima delle 11:00. I tedeschi non risposero e alle 11:15 Neville Chamberlain firmò ufficialmente la dichiarazione di guerra; in seguito a questa decisione Henderson e i membri del suo staff furono imprigionati per qualche giorno dalla Gestapo: liberati il 7 settembre, fecero immediatamente ritorno in patria. Nel 1941 ebbe la carica di Group Commander della Home Guard. 
Formalmente, Henderson rimase il titolare dell'ambasciata britannica in Germania fino al 10 maggio 1940; proprio in quell'anno scrisse il libro autobiografico Il fallimento di una missione: Berlino 1937-1939; in esso, parlò lungamente di alcuni gerarchi del regime nazista tra cui Hermann Göring ma, al contrario, non fu lusinghiero nei confronti di Ribbentrop. Morì di cancro, di cui soffriva dal 1938, il 30 dicembre 1942. Soggiornava allora al Dorchester Hotel, a Londra.  La sua autobiografia, Water Under the Bridges, uscì invece postuma nel 1945.